# Congenitale sferocytose
Congenitale sferocytose is een erfelijke vorm van bloedarmoede. Het erft autosomaal dominant over. In 25% van de gevallen zijn de ouders niet aangedaan en is er waarschijnlijk sprake van een spontane mutatie. Het gevolg van de mutatie is een defect in de celmembraan waardoor de permeabiliteit van natrium verhoogd is en de cellen bolvormig (sferisch) worden. Hierdoor komen ze de microcirculatie van de milt niet door en sterven ze hier (hemolyse). Hierdoor is er ook sprake van een tekort aan zuurstoftransporterend hemoglobine (Hb), dat ontstaat door een verhoogde bloedafbraak.

## Symptomen
Door de hemolyse in de milt varieert de intensiteit van de bloedarmoede met het gevolg dat iemand last kan hebben van vermoeidheid, bleekheid en geelzucht.
Chronische symptomen zijn bloedarmoede en een vergroting van de milt doordat deze actiever is dan bij mensen zonder deze aandoening. Bij enkele mensen kan de milt continu van omvang veranderen.
Ook kan door de verhoogde afbraak van de rode bloedcellen een ophoping van de bilirubine plaatsvinden in de galblaas waardoor er een kans bestaat op galstenen.
Wanneer iemand een infectie heeft of ziek is, is het mogelijk dat er meer rode bloedcellen worden afgebroken waardoor symptomen acuut kunnen optreden.

## Diagnose
Door een bloedfilmpje te maken en te bekijken onder de microscoop is te zien dat de rode bloedcellen veel kleiner zijn dan normaal, ze zijn rond en niet plat. Ook ontbreekt het lichtere gedeelte in het midden van de rode bloedcel doordat er geen 'deuk' in zit.

## Behandeling

### Behandeling van acute symptomen
Bloedarmoede als acuut symptoom kan er op wijzen dat er een bloedtransfusie moet plaatsvinden. Een bloedtransfusie zorgt ervoor dat donorbloed met de juiste rode bloedcellen in het lichaam komt.
Doordat de milt in dit geval overactief is, is het mogelijk dat er toch een gedeelte van de rode bloedcellen met de juiste vorm worden afgebroken.
Pasgeboren baby's kunnen soms erg geel zijn doordat de lever de afvalstoffen van de bloedafbraak, ofwel bilirubine, niet snel genoeg afbreekt. Door lichttherapie kan dit over het algemeen weer tot een normaal peil worden gebracht. Indien het bilirubinegehalte te hoog wordt, kan dit de hersens beschadigen. In dit geval is het nodig om een bloedtransfusie (wisseltransfusie) te ondergaan.

### Behandeling van chronische symptomen
Chronische verschijnselen als bloedarmoede en een grotere milt kunnen behandeld worden door meer ijzer binnen te krijgen met de voeding. Indien dit geen oplossing biedt kan er gekozen worden om de milt te laten verwijderen, ofwel splenectomie.
Wees echter voorzichtig met te veel ijzer want dit kan weer andere gevolgen hebben zoals een aandoening aan de lever.
Het verwijderen van de milt lost vrijwel direct de klachten op die horen bij deze aandoening. Vaak wordt er niet voor deze oplossing gekozen in de kinderjaren van een persoon omdat de milt helpt bij het bestrijden van andere infecties.

### Behandeling van de aandoening
De eerder genoemde behandelingen bestrijden de symptomen maar niet de werkelijke oorzaak. De oorzaak is een genetische afwijking waardoor dit niet te behandelen is.
In laboratoria is bij muizen gentherapie toegepast en dit lijkt te werken, echter is dit niet bij mensen geprobeerd en is dit vanwege de grote risico's uitgesloten van een test. Waarschijnlijk zal dit nooit mogelijk zijn.